# Старая Линия
Ста́рая Ли́ния — полоса укрепления и казачьих станиц, основанная на Северном Кавказе в 1777 году.
Первоначально Старая Линия шла от Азова к Моздоку через Царицынскую крепость (остатки её около станицы Кавказской). Донскими Казаками, переселёнными сюда из Новохоперской крепости, были основаны первые станицы: Северская, Ставропольская, Московская и Донская.
В феврале 1792 году когда правительство издало указ о поселении на Кубанской линии шести полков донских казаков, несших здесь пограничную службу, игнорируя право казачества решать такие вопросы по жребию или очереди. Это послужило поводом для открытого выступления донских казаков в 1792—1794 годах. В конце концов, власти были вынуждены, пойти на уступки и ограничиться переселением в 1794 году тысячи донских и 125 семей волжских казаков. На участке от Усть-Лабинской крепости до устья реки Уруп они основали шесть станиц: Темнолесскую, Воровсколесскую, Прочноокопскую, Григориполисскую, Кавказскую и Усть-Лабинскую. И после этого, из года в год сюда прибывали казаки с Дона, Днепра, Донца и Волги, закладывавшие новые станицы.
Из них, по распоряжению И. В. Гудовича, 1 марта 1796 года был сформирован Кубанский казачий полк. Штат полка к 1802 года был следующим: полковой командир, 4 есаула, 4 сотника, 5 хорунжих, полковой квартирмейстер, писарь и 500 казаков.
Линейные станицы располагались через 10-12 километров друг от друга и не имели сильных естественных преград, а поэтому изначально создавались в виде крепостных укреплений.
С продвижением Русских в глубь Предкавказья Старая Линия всё больше расширялась. В 1825—1826 годы она продвинулась на юг к Пятигорью, к верховьям рек Кубани и Терека.
В 1832 году линейные полки сведены в Кавказское Линейное войско. В 1858 году был основан ряд станиц уже за Кубанью, так называемая Новая Линия.